# Pistes (Star Trek: La nova generació)
"Pistes" (títol original en anglès "Clues") és el catorzè episodi de la quarta temporada de la sèrie de televisió de ciència-ficció estatunidenca Star Trek: La nova generació, i el 88è de tota la sèrie. Es va emetre originalment en redifusió als Estats Units l'11 de febrer de 1991. El guió televisiu va ser escrit  per Bruce D. Arthurs i Joe Menosky a partir d'una història d'Arthurs i va ser dirigida per Les Landau.
Ambientada al segle XXIV, la sèrie segueix les aventures de la tripulació de la nau de la Flota Estel·lar de la Federació Enterprise-D sota el comandament del capità Jean-Luc Picard. En aquest episodi, mentre són en camí per investigar un planeta misteriós, tota la tripulació, amb l'excepció del tinent comandant Data, queda inconscient per un aparent forat de cuc. Després de ressuscitar, Data explica que van estar inconscients durant només trenta segons, però una varietat de pistes descobertes al voltant de la nau semblen indicar que està mentint.

## Argument
L' Enterprise investiga un sistema estel·lar classe T Tauri amb un sol planeta de classe M que va ser captat en una exploració de sensors de llarg abast prop de la nebulosa Ngame. A mesura que s'apropen al planeta, la nau es troba amb un forat de cuc i tothom, excepte el tinent comandant Data, perd breument el coneixement. Quan la tripulació recupera els sentits, alguns dels sensors de la nau suggereixen que ha passat gairebé un dia des de la trobada amb el forat de cuc, però Data afirma que només estaven fora per moments i que els instruments de la nau es van veure afectats pel forat de cuc. Seguint el suggeriment de Data, el capità Picard decideix enviar una sonda al sistema per evitar més danys a la nau. La sonda només informa de la presència d'un gegant gasós congelat en lloc del planeta de classe M d'abans; novament, Data atribueix això als efectes del forat de cuc.
A mesura que la nau s'allunya del sistema, la tripulació comença a trobar proves que no recolzen les afirmacions de Data que van estar inconscients només 30 segons. Per exemple, el director mèdic Dra. Crusher ha trobat mostres de molsa que mostren un dia sencer de creixement, i ha descobert que Worf, queixant-se d'un canell adolorit, en realitat se li va trencar el canell i un professional mèdic va curar-lo. Picard comença a sospitar de les afirmacions de Data i creu que la resta de la tripulació pateix la síndrome del temps perdut. Picard s'enfronta a Data sobre el problema, però Data no pot donar una resposta racional. Estudis posteriors a la tripulació per la Dra. Crusher mostren que les explicacions de Data són impossibles; han perdut un dia de la trobada amb el forat de cuc, i hi ha proves que Data va manipular les lectures de la sonda per emmascarar el planeta de classe M. Picard reconeix que les accions de Data poden ser per a la protecció de l' Enterprise, però ordena que el vaixell torni al sistema.
Quan s'acosten al planeta de classe M, la consellera de la nau Troi és presa per un misteriós puls d'energia del sistema, i comença a parlar amb la tripulació amb una veu diferent. L'entitat que s'ha fet càrrec de Troi informa a Data que el pla ha fracassat i que la seva gent es prepararà per destruir l' Enterprise. Picard s'assabenta per Data i l'entitat que es troben a l'espai dels Paxans, una raça molt avançada però molt xenòfoba que s'han mantingut amagats disparant un raig parador a qualsevol nau que s'acosti al seu sistema i després allunyant-lo; les tripulacions d'aquestes naus normalment l'associen amb els efectes d'un forat de cuc i se'n van sense incidents. Tanmateix, en el cas de l' Enterprise, el raig d'aturdiment no va afectar a Data; Data havia revifat la tripulació mentre els Paxans intentaven moure la nau, forçant una trobada física que va provocar que el canell de Worf es trenqués. Picard va poder oferir als Paxans un acord per intentar ocultar la seva reunió anterior, utilitzant la tecnologia d'esborrat de memòria dels Paxans per oblidar les seves trobades amb ells, i va ordenar a Data que es comportés com ell per protegir la nau.
Picard és capaç de convèncer el paxà que controla Troi que el pla anterior va fracassar perquè van deixar massa pistes a l' Enterprise que va despertar la curiositat humana per resoldre el misteri i que si l' Entrprise s'esvaeix, farà que altres vinguin a investigar. La tripulació de l' Enterprise, amb l'ajuda dels paxans, treballen conjuntament per erradicar completament qualsevol possible indici; un cop completat, la tripulació queda atordida de nou i la nau s'allunya de l'espai paxà. Quan la tripulació reviu aquesta vegada, accepten les explicacions de Data sense dubtes i continuen amb la seva missió, però Picard li dóna a Data una mirada misteriosa i estranya, indicant que pot conservar una mica de memòria dels esdeveniments a nivell subconscient.

## Repartiment i doblatge al català
La sèrie va ser doblada al català pels estudis Tramontana (primera part) i Soundtrack (segona part) i emesa a TV3 l’any 1991. Els dobladors de l'episodi foren:
| Personatge       | Actor/actriu    | Veu en català            |
| ---------------- | --------------- | ------------------------ |
| Jean-Luc Picard  | Patrick Stewart | Joan Crosas              |
| William Riker    | Jonathan Frakes | Antoni Forteza           |
| Data             | Brent Spinner   | Joaquim Sota             |
| Geordi La Forge  | LeVar Burton    | Aleix Estadella          |
| Worf             | Michael Dorn    | Enric Arquimbau          |
| Beverly Crusher  | Gates McFadden  | Aurora Garcia            |
| Deanna Troi      | Marina Sirtis   | Victòria Pagès           |
| Miles O'Brien    | Colm Meaney     | Jaume Nadal              |
| Guinan           | Whoopi Goldberg | Montserrat Garcia Sagués |
| Alyssa Ogawa     | Patti Yasutake  | ?                        |
| Alferes McKnight | Pamela Winslow  | ?                        |
| Madeline         | Rhonda Aldrich  | Maria Josep Guasch       |

## Guió i similitud ambRed Dwarf
L'episodi es basa en un esborrany de guió no sol·licitat del fan de Star Trek Bruce D. Arthurs, que el productor creador Michael Piller va aprovar. Joe Menosky va fer alguns canvis a la història i la va convertir en un guió acabat. Menosky es va convertir posteriorment en un membre permanent de l'equip de redacció de la sèrie. Per a Arthurs, aquest va ser el seu únic treball de guió.
Al seu llibre The Red Dwarf Program Guide, Chris Howarth i Steve Lyons assenyalen les "extranyes semblances" entre Pistes i l'episodi de Red Dwarf  "Thanks for the Memory", que es va emetre a la televisió britànica gairebé dos anys i mig abans. Howarth i Lyons assenyalen que el programa estatunidenc  "fa despertar el repartiment per descobrir que ha passat un temps del qual no tenen memòria. Malgrat la resistència del seu tripulant mecànic, intenten esbrinar què ha passat, però s'assabenten que més val no saber-ho. Un d'ells fins i tot té una extremitat trencada..."

## Recepció
Keith DeCandido va valorar Pistes a tor.com el 2012 com un episodi mitjà de Star Trek: La nova generació. Ofereix un trencaclosques interessant, però només crea suspens la primera vegada que el veus. A causa de la manca total de subtrames o desenvolupament de personatges, l'episodi perd gran part del seu atractiu per a DeCandido després de múltiples visualitzacions.
Nogensmenys, el mateix 2012, Wired va dir que aquest era un dels millors episodis de Star Trek: La nova generació.
El 2016, Vox va valorar aquest com un dels 25 episodis essencials de tots els Star Trek.
El 2017, Netflix va anunciar que "Pistes" era un dels quatre episodis de Star Trek: La nova generació  entre els deu episodis més vists de la franquícia Star Trek al seu servei de streaming, basat en dades des que la franquícia es va afegir a Netflix el 2011.
El 2020, SyFy Wire va assenyalar aquest episodi per la seva relació entre Picard i Data, que enfronta la lleialtat de Data amb la capacitat d'altres per confiar en ell.

## Llançament en mitjans domèstics
Aquest episodi es va publicar amb la caixa del DVD de la quarta temporada de Star Trek: La nova generació, llançada als Estats Units el 3 de setembre de 2002. El 25 de maig de 1996, els episodis "El tribut del diable" i "Pistes" es van publicar en LaserDisc als Estats Units. Publicat per Paramount Home Video, el disc senzill de doble cara de 12" fou venur al menor per 34.95 dòlars estatunidencs. El vídeo del disc era en format NTSC amb una pista d'àudio Dolby Surround.
CBS va anunciar el 28 de setembre de 2011, en celebració del vint-i-cinquè aniversari de la sèrie, que Star Trek: La nova generació seria completament remasteritzada en 1080p d'alta definició del negatiu de 35 mm. Per a la remasterització, es van tornar a escanejar i reeditar gairebé 25.000 rodets de pel·lícules originals, i tots els efectes visuals es van recompondre digitalment a partir de negatius originals de gran format i de preses CGI de nova creació. El llançament va anar acompanyat del so 7.1 DTS Master Audio. El 30 de juliol de 2013 "Pistes" es va llançar en alta definició de 1080p com a part de la caixa Blu-ray de la temporada 4  als Estats Units. El conjunt es va llançar el 29 de juliol de 2013 al Regne Unit.